# Area paesaggistica protetta del vulcano Taal
L'area paesaggistica protetta del vulcano Taal è un'area naturale protetta situata sulla costa occidentale dell'isola di Luzon nelle Filippine, istituita nel 1996.
L'area protetta è stata proposta nel 2006 dal Department of Environment and natural Resources (DENR) come Patrimonio dell'umanità dell'UNESCO.

## Territorio
L'area protetta si estende per circa 620 chilometri quadrati intorno alla caldera del monte Taal nei territori delle municipalità di Talisay, Malvar, Tanauan, Laurel, Agoncillo, Santa Teresita, Cuenca, Alitagtag, Mataas na Kahoy, Lipa, Balete e San Nicolas nella provincia di Batangas e della città di Tagaytay nella provincia di Cavite e comprende, oltre al vulcano, anche il Lago Taal che lo circonda.

## Fauna
Un monitoraggio dell'area effettuato nel 2005 ha censito 32 specie di uccelli tra cui i seguenti endemismi: la tortora bruna guancebianche (Phapitreron leucotis), la cincia elegante (Pardaliparus elegans), l'uccello sarto delle Filippine (Orthotomus castaneiceps), l'uccello sarto di Luzon (Orthotomus derbianus), il bulbul delle Filippine (Hypsipetes philippinus), il picchio pigmeo delle Filippine (Yungipicus maculatus) e il rampichino testastriata (Rhabdornis mystacalis).
Le acque del Lago Taal ospitano una cinquantina di specie ittiche diverse; tra di esse merita una particolare menzione l'endemica Sardinella tawilis, unica sardina di acqua dolce di interesse commerciale, il cui areale è ristretto alle acque del lago.